# Tomás Prieto de Salazar
José Tomás Prieto de Salazar y Ricaurte (Santafé de Bogotá 1723 - ibidem siglo XVIII) fue un político y tesorero español.
Criollo alférez real y alcalde de Santafé que tuvo gran poder y riqueza en el Nuevo Reino de Granada, llegó a ser el hombre más rico de Santafé.

## Biografía
Hijo del tesorero real José Prieto de Salazar y Arellano personaje que amazó gran riqueza y tuvo la segunda casa más grande de todo el virreinato solo después del palacio virreinal. José Prieto fue dueño del palacio arzobispal y de la casa de moneda de Santafé hasta 1731.
A mediados del siglo XVIII era el hombre más rico de Santafé, pagó las fiestas de juramento del rey Fernando VI el 29 de mayo de 1747, durante los festejos se sirvieron platos con azucenas de oro como obsequio para los invitados de Tómas Prieto de Salazar. Además mandó a ponderle herraduras de plata a todos los caballos de los invitados y de los caballos que pasaban por las calles y plazas de Santafé.
Tuvo el privilegio de levantar el estandarte Real del rey Fernando VI el 29 de mayo de 1747, durante las fiestas de la Jura. el estandarte real era símbolo de estatus social y riqueza, era la oportunidad de las familias más notables para mostrar sus influencias.
El Rey Fernando VI decidió, en 1751, que el virrey debía hacer cambios en la acuñacion de la real hacienda y por ello se nombró a Manuel Benito de Castro como tesorero real en 1753 y con este acto la casa de moneda de Santafé quedó completamente incorporada a la corona española. 
La familia Prieto de Salazar consiguió un título (1718) del rey de España llamado Tesorero blanquecedor para establecer por su cuenta una o más casas-de moneda en el Nuevo Reino de Granada, este privilegio pasaba de José Prieto de Salazar a sus descendientes, en consecuencia a Tomás por lo cual, su madre Mariana Ricaurte presentó denuncias a la corte pidiendo que se le restituyera este título a la familia y a su hijo.Al final, por Cédula real de 1760 se le restituyó el oficio y los títulos a Tomás Prieto.
Heredó el cargo de tesorero real de casa de moneda de Santafé con solo 20 años.
Bajo la dirección de Prieto de Salazar se cobraron de más a mineros y comerciantes por señoreaje y costos laborales. Cuando la noticia llegó a España, las autoridades reales amenazaron con cerrar la casa de moneda a menos que se devolvieran los sobrecargos. La noticia circuló por todo Santafé creando un desconcierto total en la época.